# Mitsubishi SpaceJet
Mitsubishi SpaceJet
（三菱スペースジェット）
MRJ90（後のSpaceJet M90）
- 用途：旅客機
- 分類：リージョナルジェット
- 設計者：三菱航空機
- 製造者：三菱重工業
- 初飛行：2015年11月11日[2]
- 生産開始：2015年10月15日[3]
- 運用状況：開発中止
- ユニットコスト：MRJ70: 45.8 百万米ドル(2015年)[4]
MRJ90(SpaceJet M90): 47.3 百万米ドル(2015年)[4][5]

Mitsubishi SpaceJet（みつびしスペースジェット、三菱スペースジェット）は、かつて三菱航空機が開発していた小型旅客機（リージョナルジェット）のシリーズ。2013年に量産初号機が納入される計画であったが、6度の納入延期を経て、2023年2月7日に開発が中止された。

## 概要

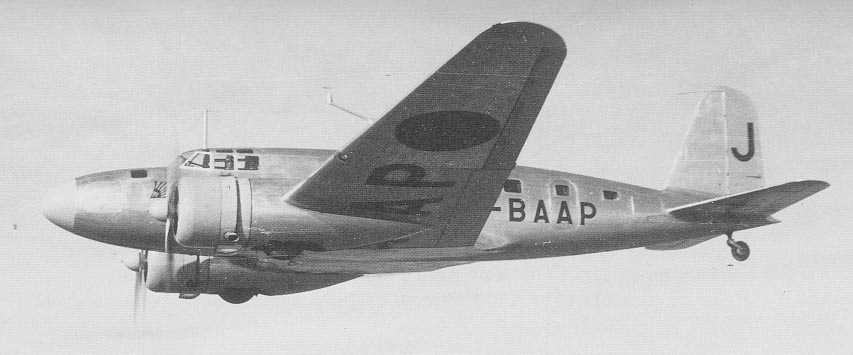
三菱MC-20（朝日新聞社社有1号機「朝雲」号）。MC-20は国産高速旅客機として大日本航空を筆頭に国内外の各航空会社、新聞社等で多用された

三菱重工業を筆頭に日本製の小型旅客機として計画が開始された。2008年の全日空からの注文を受け、三菱航空機として事業を子会社化し、開発・製造が進められることになった。2014年には日本航空と32機の導入について基本合意に至り、2015年1月に正式契約を締結した。
2014年10月18日にロールアウト（完成披露式典）、初飛行は2015年11月11日に愛知県営名古屋空港で行われ午前9時35分頃離陸した。離陸後は太平洋上にある防衛省の訓練空域で、航空機の基本動作である降下・上昇・旋回等を行い午前11時2分頃に同空港に無事着陸。1時間27分に及ぶ初飛行を終えた。
MRJは、経済産業省が推進する民間航空機基盤技術プログラムの一環としてNEDO事業として実施された環境適応型高性能小型航空機研究開発事業の成果をベースに、三菱航空機が独自に進めた日本初のジェット旅客機であった。戦後日本が独自の旅客機を開発するのはYS-11以来約40年ぶり、三菱製としては戦前の1940年に開発されたMC-20（帝国陸軍航空部隊の三菱製一〇〇式輸送機の民間機型）以来約75年ぶりであった。機体製造は県営名古屋空港に隣接する敷地で行われた。ロールアウトまでに、400機以上の受注を世界各国の航空会社より獲得した。日本航空や全日空が次期主力リージョナル路線用機材として発注した他、スカイウェスト航空やイースタン航空などから発注を受けた。
2018年1月26日、三菱航空機は、イースタン航空との間でMRJの契約がキャンセルになったことを明らかにした。正式契約後としては初のキャンセルとなった。
2018年12月、型式証明（TC）取得のための飛行試験の許可証にあたる、飛行試験開始確認書「TIA」を国土交通省から受領した。
2020年10月、三菱重工業はスペースジェットの開発の大幅な縮小を決めた。
2021年4月29日、三菱航空機は99.6%の減資を行い、三菱スペースジェット事業で膨らんだ累損の補填をした。三菱重工業の泉澤清次社長が、4月の社長就任後に見直しを決断した現有事業の筆頭となる。
2023年2月7日、採算が見込めないため開発中止が決定した。
2023年3月8日、開発中止が決まったスペースジェットの初号機が解体。
2024年7月4日、事業の清算が発表された。

## 計画推移

### 経産省の提案
MRJ計画の発端は、2002年に経済産業省が発表した30席から50席クラスの小型ジェット機開発案「環境適応型高性能小型航空機」（同時発案に50人程度の小型航空機用ジェットエンジン開発「環境適応型小型航空機エンジン」）で、開発について機体メーカー3社（三菱重工業、川崎重工業、富士重工業）に提案を求めた。
YS-11以来の完全な日本国産の旅客機となったが、YS-11と大きく違うのは、同機がターボプロップエンジンによるプロペラ機であるのに対し、噴射式のターボファンエンジン搭載の機体としている点である。その背景には、1990年代半ばのリージョナル・ジェット（RJ）革命がある。1990年代後半、カナダのボンバルディアとブラジルのエンブラエルが小型のRJを多数発表した。客室の騒音が少なく速達性に優れるジェット機は、中小エアラインに注目され、販売数を急速に伸ばした。アメリカのエアラインではパイロットユニオンがパイロットの雇用確保の為に一定数以上の50席以下の航空機を保有することをエアラインに要求しているため、RJを使わざるを得ないという理由も有る。RJの保有割合はエアラインによって異なる。
RJの成功により、同クラスのターボプロップ旅客機の販売数は急減、これらを生産していた欧米6社の内、4社が2000年代初めまでに旅客機事業から撤退する事態となった。このため当時（2000年代初頭）はターボプロップ機市場が凋落する一方、RJ市場は今後も拡大の見込みが大きく、日本にも参入の余地があると考えられた。その後、2000年代後半になると原油価格が高騰し、燃費性能に優れたターボプロップ旅客機が再評価されるようになった。ターボプロップ機は同サイズのRJと比較して30%程度燃費性能に優れ、この時期燃費にシビアにならざるを得なくなった各エアラインに支持され、販売数を回復させつつあった。
MRJ計画では、主題の通り環境面に配慮することが第一義とされ、機体は最先端の複合材料を多用して軽量化、空気抵抗を減らして高性能化、プロペラ機との比較でネックとなっていた燃費効率においても、従来型より格段の燃費向上で運航経費を大幅に削減し、比較では遜色のないレベルを実現した。また、最新の情報技術をふんだんに取り入れた操縦システムを採用して、操縦を容易にするものとした（下記HUDを参照のこと）。開発期間は2003年度から5年間、開発費は500億円を予定し、その半分を国が補助するとした。
この提案にいち早く注目した三菱重工業（以下「三菱」と略）は、同年秋には10人程度の調査チームをアメリカに派遣し、市場調査を開始した。
2003年4月7日、経済産業省はプロジェクトの窓口となる新エネルギー・産業技術総合開発機構（NEDO）においてメーカーを招いての説明会を行い、4月末を締切として希望者を募集した。
計画案を提出したのは三菱のみで、5月29日に三菱を主契約企業として、富士重工業（現・SUBARU）と日本航空機開発協会（JADC）が協力することとなった。富士重工は主翼など10%を請け負った。機体開発に関しては宇宙航空研究開発機構（JAXA）と東北大学が協力する。経産省は2003年（平成15年）度予算に10億円を獲得した。なお、「環境適応型小型航空機エンジン」はIHIが受注している。
三菱は同年秋に概案作りを開始した結果、競合機との差別化を図るために特徴を盛り込むこととした。
- ヘッドアップディスプレイ（HUD）の採用
- 強化型対地接近警報装置（EGPWS）
- 航空交通警報装置、衝突防止装置の搭載
- 3次元CADの試作デモによりコスト削減

計画では、「これらの新技術を2004年までに開発し、2005年までに試験を行う」「機体は2004年までに概観作りと勉強、2005年に構想図、次いで新技術の結果を受けた計画図、2006年までに製造図面を起こし、同年より機体の試作、組立に入る」「2007年に試作機をロールアウトさせ初飛行、2008年にかけて試験飛行を行い、2009年に型式証明を取得する」「それまでに受注活動を行い、09年までにローンチカスタマーを確保できない場合は量産しない」とした。また、2005年度に市場調査に基づく中間評価を行うとした。
2003年10月29日から11月2日まで開催された静岡空港航空フェアで、三菱は初めて「MJ」（三菱ジェット）縮小スケールモデルを展示し、意気込みを表した。
JAXAでは以下の新技術を開発、支援するとした。
- 人に優しい新世代コックピット技術
- 安全かつ軽量な機体設計に必要な超音速フラッタ解析技術
- さらに静かな機体を目指す空力騒音予測、低減技術
- 燃費削減に寄与する抵抗低減および予測手法
- 最新の高い安全基準に適合する客室設計技術
- 空力最適化に貢献する多機能風洞試験技術（PSP及びPIV適用、HLD試験技術）
- 空力最適化に用いる高精度CFD解析技術
- 重量・コスト低減を目指す構造実用化技術

経済産業省は2004年（平成16年）度予算に30億円、2005年（平成17年）度予算に40億9000万円を獲得し、開発を支援した。
2004年10月に横浜で開催された国際航空宇宙展（JA2004）で、三菱は「環境適応型高性能小型航空機」の名前で、座席配列を左右4列としたキャビン・モックアップを展示した。これはエアラインに対する市場調査の結果によるもので、胴体直径はエンブラエル170よりも小さいにもかかわらず、機内の天井高および横幅は大きい。この頃、座席数は30-50席、あるいは60席とされ、構想の大型化が示唆された。

### 構想の具体化
2005年5月の第46回パリ国際航空ショーで、三菱はこれまでの計画案と縮小モデルを Next Generation RJ として展示した。この年春ごろ、30席クラスでは成熟した市場に対して需要に限りがあり、また21世紀前半にはアジアで航空需要の急成長が見込める、といった理由から70席 - 90席に規模を拡大した。これに伴い三菱内部の開発研究も小型機から大型機を対象とし、同年9月に中間評価を公表した。構想の再構築が必要となり、初飛行は2011年（平成23年）になる見通しとなった。
YS-11や三菱MUシリーズのいずれも自力による販売で躓いていることから、三菱は包括的提携を行ったボーイングや、友好関係にあるボンバルディアの販売網を利用することも考慮していたという。
経済産業省は2006年（平成18年）度予算で開発助成金5億円を獲得した。
2006年5月31日に開催された経済産業省主催の民間機開発推進関係省庁協議会において、三菱はMJ開発状況についての説明を行い、この時点でYS-11を業務運用していた防衛庁（現・防衛省）・国土交通省（航空局）・海上保安庁に対して、MJの購入を要望した。これに対して各省庁は「ニーズが合えば購入する」との認識を示したが、うち海上保安庁は同年11月にYSの後継としてDHC-8 Q300を導入すると発表（2009年配備）、12月には航空局のYSも海外機に置き換えられた。防衛省では、輸送機として利用していた海上自衛隊は中古のKC-130Rから空中給油機能を外し「C-130R」として6機導入、航空自衛隊は飛行点検機として利用している機体の後継としてセスナ サイテーション680Aを選定した。防衛省（自衛隊）は、この他にも人員輸送機、電子戦訓練機、航法訓練機、電子測定機としてYSを多数利用している。これらの機体は、老朽化により2017年から順次退役が予定されているが、2017年4月の時点では後継機に関する発表はない。
同年7月に開催されたファーンボロ航空ショーで、三菱は模型と計画概要を展示した。内容は以下のとおり。
- 基本となる90席機MJ-90、小型の70席機MJ-70、大型の96席機の計画
- MJ-90は全長35.0 m、最大離陸重量42,100 kg、離陸滑走路長1820 m、巡航速度マッハ0.78、航続距離3600 km
- MJ-70は総重量38,200 kg、離陸滑走路長1740 m
- 航続距離はいずれも3300–3900 km に設定しているが、これは米国の国内線など、比較的短距離の路線での採用を見込んでいる。
- 主翼には炭素系複合材を利用して軽量化すると共に空気抵抗を低減させた機体形状を採用し、燃費を向上させる。
- 乗り心地が良く、整備費が安く、客室および空港への騒音を低減させる。

8月末の経産省審議会での三菱の報告は以下のとおりであった。
- ジェットエンジンは、騒音公害によってジェット機の進入が制限されている伊丹空港への乗入れを狙うため、プロペラ機並みの低騒音が重要視されている。2006年8月にロールス・ロイスと了解覚書 （MOU） を締結し、共同で検討作業が行われている。搭載が予定されているのは推力5900–6750 kgが2基で、RB282系列の派生型RB282-50（仮称）が有力である。7段の高圧コンプレッサーと2段の高圧タービンを備え、ファンの直径は1.3 m を超える。
- GEと三菱の間でも交渉が行われている。想定されるエンジンはCF34-10クラスだが、三菱は同エンジンのコアを改め、空力的な再設計やホットセクション[注釈 2]の材質改良など、大幅な改変を望んでおり、妥結には至っていない。エンジンについては2008年10月現在、プラット・アンド・ホイットニーGTF（PW1000G）を採用予定であることが公式サイトで公表されている。
- コックピットは三菱が主翼などを生産するボーイング787と同等のものの採用を考え、ロックウェル・コリンズとの交渉を行っている。
- 海外でのプロダクト・サポートは、小型機整備の国際網を持つスウェーデンのSAABに依頼することを同年7月に決定した。海外パートナーに言及するのは、輸出を前提としているためである。

2006年9月28日の読売新聞（電子版）の記事によれば、
- 伊丹空港のジェット機発着枠が削減される動きがある中、MJが国内で使いにくくなる可能性があるため、日本航空や全日本空輸はMJ導入に慎重で、積極的な三菱・経産省との間に温度差がある。
- MJの採算ラインは350機、利益確保には600機の生産が必要である。
- 当初500億（後に600億）とされた開発費が1200億円に上ることとなったため、三菱は機体開発の特別目的会社を設立しようと商社や銀行に出資を求めたが、交渉は難航している。

とされていた（記事内容の根拠についての記載はなかった）。
同時期、三菱は日本航空と全日空に対して、MJ実現まで他機リース料の肩代わりや代替機売却損の一部補填を提案し、売り込みを図った。しかし日本航空は翌2007年（平成19年）2月22日、国内線用の小型機としてエンブラエル170を10機導入（オプション5機発注）すると発表し、当時は様々な憶測が流れたが、これはジェイエアなどグループ企業の機材更新時期が迫っていた為、あくまでも繋ぎのための発注であり、構想具体化後の2014年に30機以上のMRJを発注した事で、日本航空としては初めての国産旅客機の自社発注が実現した。
経済産業省は2007年（平成19年）度予算に開発助成金として18年度の4倍となる20億円を要求し、支援強化を誇示した。

### 事業化までの動き
2007年（平成19年）2月、三菱はそれまでの仮称・三菱ジェット（MJ）から、間に「地域の」、「地方の」と言う意味の「リージョナル」を加えたMRJ（三菱リージョナルジェット）とし、4月に本社の航空事業本部とMRJ開発の拠点となる名古屋航空宇宙システム製作所を横につなぐ準備室も設置した。
同月、「第47回パリ航空ショー」（6月18日 - 24日開催）において、エアラインの評判がよい実物大の室内モックアップ（長さ8.89 m、幅2.90 m、座席1列4席）を、日本企業として初めて海外の航空ショーで展示することを決定し、6月11日に正式に発表した。6月11日のNHKニュース7では、三菱が公開したMRJのCG映像を放映すると共に、ライバル社より20パーセントの燃費削減、横4列の座席と薄いシートによる足元空間の確保などを謳い、6月12日の読売新聞朝刊でも同様の記事が載った。また6月より自社公式サイトにMRJのページを開設し、航空ショー開催日の18日よりウェブ上でスペックとCG映像を公開した。同日に航空ショーと併せて、駐仏日本大使公邸において飯村豊駐仏大使主催によるレセプションが開かれ、三菱・経産省の関係者、各国エアラインの幹部など、航空宇宙産業関係者など267人が参加し、MRJプロジェクトの説明が行われた。三菱の戸田信雄航空宇宙事業本部長は会見で、「需要数によるが、当初は年間生産15機で始め、最終的には3500機以上の生産を目指す」とした。開催中、三菱の展示には航空会社10から20社が訪問した。
経産省は6月13日に、2008年（平成20年）度から2011年（平成23年）度の4年度で、MRJの開発総額1200億円のうち3割程度（400億円）を資金援助する方針を明らかにした。秋には平成20年（2008年）度予算に開発支援として102億円を計上し、また将来MRJに搭載する「革新的航空機用エンジン」の研究開発（海外製品への共同開発参加）にも予算要求を行った。MRJの海外展開に対しては、経産省所管の独立行政法人日本貿易保険が支援を検討している。
7月3日には、米ボーイングがMRJ事業主体への出資を検討している事が明らかになった。ボーイング日本法人社長ニコール・パイアセキは5月31日の記者会見で、MRJが狙う100席以下の市場分析でボーイングが協力している事を公表し、MRJがボーイングの手がけない100席未満の機体である事を指摘、三菱は同クラスでのパートナーとしつつも、「現時点でボーイングがMRJ開発・生産に投資することは無い」としていた。
10月9日、三菱は記者会見を行い、MRJ事業化への重要なステップとなる正式客先提案（ATO：Authorization to Offer）を開始することを発表し、今後はMRJの本格的販売活動、パートナー候補先との調整、販売金融の仕組み確立、事業体制の整備などを進めていくとした。これらの結果を反映し、2008年3月に計画続行かどうかを最終決断をする。エンジンなど主要コンポーネントの調達先は9月までに決定、エンジンは既存機の改良で提案するGE、新エンジンを提案するRR（RB282系エンジン）、同じくP&Wの3社から1社に選定するとしていたが、この記者会見でP&Wの新型GTFエンジンの採用を発表した。
2008年に入ると、2月12日に国際的な航空産業・エアラインの業界3団体、ERA（European Regions Airline Association）、RAA（Regional Airline Association）、IATA（International Air Transport Association：国際航空運送協会）への加入を発表、2月14日にはシステム製作に参画する主要パートナー5社（油圧システム：米国パーカー・エアロスペース社、電源・空調・補助動力（APU）・燃料タンク防爆・高揚力装置・防火の各システム：米国ハミルトン・サンドストランド社、フライト・コントロールシステム：米国ロックウェル・コリンズ社および日本のナブテスコ株式会社、降着システム：住友精密工業）の指名を発表した。これらに先駆け、1月9日には読売新聞などで日航と全日空が合わせて数十機から100機程度を購入する方針を示していると報道し、また3月15日には朝日新聞がトヨタ自動車がMRJ事業会社へ100億円程度の出資を検討していると報じた。そして3月28日、全日空が自社のサイトで合計25機（うち10機オプション）の発注を公式発表した。

### 事業化後の開発経緯
三菱は、全日本空輸の発注を受け、2008年3月28日に事業化を発表した。MRJの開発を行う専門事業者として、2008年4月1日付で100パーセント子会社の三菱航空機を設立した。三菱航空機は設計、型式証明取得、調達、取得、カスタマーサポートなどを担当し、試作、飛行試験、製造は重工の名古屋航空宇宙システム製作所が担当。5月にはジャムコが生産パートナーに加わった。一方、これまで三菱が開発・生産に参加してきたボンバルディア CRJについては、MRJの直接の競合機となることから、生産部位を他社に譲渡することによりプロジェクトから離脱する事を決定した。また、開発費は1500億円程度と見積もられた。
2009年9月、胴体と主翼の設計変更にともない2008年9月の時点で2011年初飛行、2013年に納入と発表していた予定を、初飛行を2012年第2四半期に、初号機納入を2014年第1四半期に見直した（1度目の納期延期）。
2010年9月15日に詳細設計の段階から製造段階に移行したと発表した。
2012年4月、開発並びに製造作業の進捗の遅れから試験機初飛行を2013年度第3四半期に、量産初号機納入を2015年度半ば〜後半に延期になった（2度目の納期延期）。
2012年7月、都市間航空運航で世界最大手の米スカイウエスト航空から100機の大型発注を受け、2012年10月4日に今後20年間の受注目標を従来の1,000機から5割増の1,500機へ引き上げた。日刊工業新聞社の取材に対し、三菱重工業の宮永俊一次期社長（取材当時）は投資回収が始まる目安が累計750機になるという見通しを明かした。
2013年8月22日には装備品について、パートナー各社と協力し、安全性を担保するプロセスを構築することに想定していたよりも時間が必要だとして3回目の開発スケジュール（試験機初飛行予定を2015年第2四半期に、初号機納入予定を2017年第2四半期に）の遅延を発表。しかし、装備品のパートナー各社と安全性を担保していくプロセスおよび納入時期について合意し、早期量産体制構築の準備も進め量産工程を加速し可能な限り早く市場投入する計画も発表した（3度目の納期延期）。
2013年10月、愛知県西春日井郡豊山町の小牧南工場で飛行試験機初号機の最終組み立てを開始した。
2013年12月1日、MRJの量産の準備を加速するため、量産スケジュールを管理する「量産統括室」を新設したと発表した。
2014年1月21日、アイルランド共和国のダブリンにて「MRJファイナンス・カンファレンス2014」を実施。
2014年2月12日、MRJの量産計画を発表した。愛知県内の製造拠点に加え、神戸造船所（神戸市）や松阪工場（三重県）でも部品を製造し、2016年上期の稼働を目指して県営名古屋空港近くに、機体の最終組立工場を建設するとしていた。同日、シンガポールにて開催中のエアーショー会場にて組立作業をデモ。
2014年6月25日、MRJの飛行試験機初号機（機体記号：JA21MJ）に「PurePower PW1200G」エンジンの搭載を完了したと発表した。

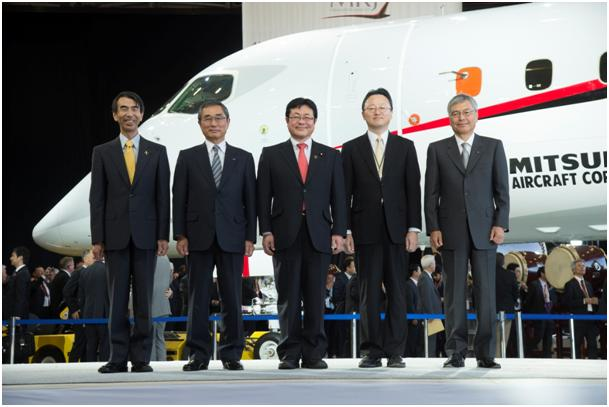
ロールアウトのセレモニー

2014年10月18日、完成機をロールアウト。
2015年1月28日、 三菱航空機株式会社はMRJ 32機の購入について日本航空と正式契約を締結したと発表した。JALへの納入は2021年に開始される予定であった。
2015年5月12日、アメリカ合衆国オハイオ州クリーブランドで開かれたアメリカ地域航空協会主催の航空見本市にMRJを出品。
2015年6月8日、地上走行試験を愛知県営名古屋空港で開始。
2015年6月15日、航空機の展示会「パリ航空ショー」に出展。実物大のキャビンモックアップを展示した。
2015年6月16日、三菱航空機は、愛知県にMRJ部品を取り扱う大型の物流施設を新設すると発表。主翼や胴体の生産、最終組み立てを担う各工場に出荷する１機100万点の部品について１カ所で集中管理し、生産効率の向上につなげる。
2015年7月15日、三菱航空機は、MRJの米国での開発・試験拠点となる「シアトル・エンジニアリング・管理センター」をワシントン州に8月3日に開設すると発表。なお、MRJの試験飛行は日本のほか、2016年よりアメリカ合衆国ワシントン州のグラント郡国際空港でも行われる予定である。
2015年10月3日、2015年6月以来2回目の走行試験実施。時速数キロの低速で実施し、空港内を移動するのに必要な低速自力走行やブレーキ、方向転換などの性能を確認した。
2015年10月15日、MRJ量産初号機の組立開始に伴って「鋲打ち式」を実施。
2015年10月29日、国土交通省から航空法に基づく飛行試験の許可を受け、同年11月9日〜13日の間に初飛行する予定と発表した。
2015年11月6日、離陸に必要な220 km/hの高速走行試験を実施。

### 初飛行以降の行程

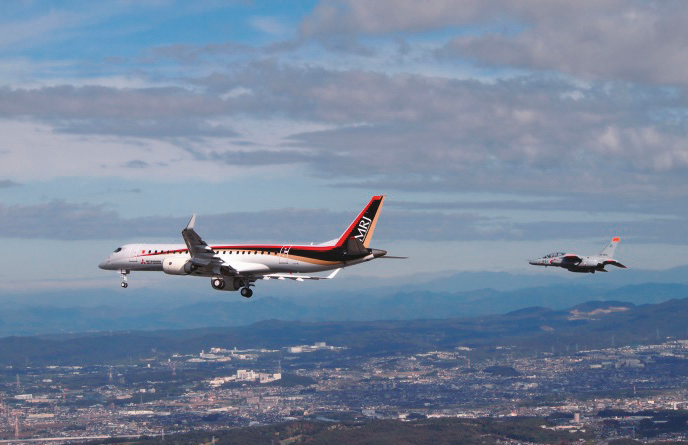
初飛行するMRJと随伴する航空自衛隊のT-4

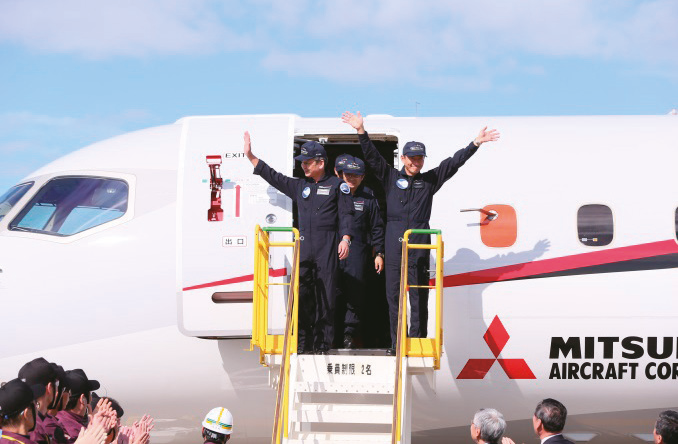
初飛行を終えた搭乗員ら

2015年11月11日、県営名古屋空港において初飛行を行った。テスト飛行は自衛隊の訓練空域で行われ、気象状況を確認するため事前に飛翔が観測を行った。チェイス機として飛行開発実験団のT-4と三菱の社有機（MU-300）、写真撮影のためにダイヤモンドエアサービスのMU-300が随伴した。その後19日に2回目、27日に3回の飛行を実施。
2015年12月16日、三菱航空機は試験工程から量産初号機の納入時期に至るまでの全体スケジュールを精査し、納入延期の方針を発表（4度目の納期延期）。
2015年12月24日、16日に発表された納入延期について全体スケジュールのレビューを行い、スケジュールを変更し、量産初号機の納入時期を2017年第2四半期から1年程度先に変更すると発表。
2016年2月10日、主翼の強度不足で中断していた飛行試験を、機体の改良を終え再開。
2016年2月16日、朝日新聞が「親会社である三菱重工業の資料を調査した結果、開発費が3300億円程度まで膨らむ見通しとなった」と報道した。
2016年2月17日、この年のシンガポール国際エアショーにおいて、米国の航空機リース業大手エアロ・リース社から10機及びオプション権10機の確定受注を獲得。オプション権受注分も含めると20機分の追加受注となった。この受注が2015年に成功したMRJの実機初飛行後における初めての受注獲得となる。初飛行前に獲得していた受注分と合わせた通算受注機数は「確定受注機数243機」となり、確定受注以外の「オプション受注機数184機」となった。
2016年5月25日、伊勢志摩サミットの際に、玄関口となる中部国際空港に、日本の先端技術を各国の首脳やメディアにアピールするためトヨタ・MIRAIとともに展示。
2016年5月31日、試験飛行2号機「JA22MJ」初飛行。
2016年6月3日、試験飛行1号機、能登空港に初着陸。
2016年7月11日、ファンボロー・エアショー会場でスウェーデンの航空機リース会社のロックトン（Rockton AB）から、MRJ90を20機の購入で基本合意したと発表。
2016年8月27日、アメリカへの試験飛行1号機の空輸を試みるが、飛行中に空調システムの不具合が見つかり、引き返す事態が翌日も続いた（後日、左舷空調監視システムの不具合が原因で、空調システム自体は正常動作していたと公表）。このため、点検およびロシアの航空当局から経由地通過許可の再取得に時間がかかる見通しで、次の出発は9月下旬以降にずれ込む可能性があると報道された。
2016年8月31日、エアロリース社と「国際エアショー2016」で基本合意していた確定10機、オプション10機の購入契約が正式締結。納入は2018年に開始する予定だった。これにより確定受注233機、オプション170機、購入権24機、受注機数は427機となっていた。
2016年9月25日、試験飛行4号機「JA24MJ」初飛行。
2016年9月26日、飛行試験機1号機、県営名古屋空港を米国ワシントン州モーゼスレイク市にあるグラント郡国際空港内モーゼスレイク飛行試験センター（MFC）へ向けて再度出発。新千歳空港、エリゾヴォ空港、アンカレッジ国際空港を経由し、28日、グラント郡国際空港へ到着。
2016年11月15日、飛行試験機4号機、県営名古屋空港をMFCへ向けて出発。グアム国際空港、マジュロ国際空港、ホノルル国際空港、ノーマン・Y・ミネタ・サンノゼ国際空港を経由し、18日、グラント郡国際空港へ到着。
2016年11月22日、飛行試験機3号機「JA23MJ」初飛行。
2016年12月14日、試験飛行2号機、県営名古屋空港をMFCへ向けて出発。4号機と同様、グアム国際空港、マジュロ国際空港、ホノルル国際空港、サンノゼ国際空港を経由し、19日、グラント郡国際空港へ到着。
2017年1月20日、機体を制御する電子機器の配置を見直しするなど設計変更が必要となったため、航空会社への納入開始予定が2018年半ばから2020年半ばへと2年間延期されることが判明した（5度目の納期延期）。報道によれば、理由は耐空証明を行う際、極端な状況（機内での爆発、キャビンからアビオニクス・ベイへの水漏れなど）での継続的な運用のために認定要件を満たす必要があることが判明したため。副社長兼営業部長の福原勇吾氏によれば必要となった設計変更によりMRJの性能、燃料消費量、システムの機能が影響を受けることはなく、1月下旬現在で設計変更領域の予備的な設計レビューを実施しており、数ヶ月で重要な設計段階に入るとのこと。また、過去5回起こった延期のうちの4回は共通して認証に関して何らかの不備があったために、開発作業をやり直す必要があった為という。
2017年2月25日、三菱重工業がMRJの量産計画を縮小することが判明した。これまでの生産計画では2017年末には月産約2機、2018年末に月産3-4機と、少しずつ生産ペースを拡大する予定であったが2018年半ばを見込んでいた納入開始時期が2020年半ばとなったことに伴い量産も先送りするということで、国内の航空部品メーカーなどへの打撃が懸念された。
2017年3月2日、70席級の試験機を2018年にも完成させる見通しと報道された。配線の設計を見直し中のため、三菱はこの70席級の試作機を製作した後は、90席級も含めた機体の製作を一時見合わせる方向であった。
2017年8月-9月、飛行試験4号機（登録番号JA24MJ）を用いてアリゾナ州メサのフェニックス・メサ・ゲートウェイ空港で極暑試験を実施した。最高気温42度を記録した。結果は良好だった。
2017年11月30日からは、工場に併設する見学施設「MRJミュージアム」を一般公開（完全予約制）する。
2018年12月、型式証明（英: Type certificate; TC）取得のための飛行試験の許可証にあたる、飛行試験開始確認書「TIA」（英: Type Inspection Authorization）を国土交通省航空局（JCAB）から受領した。

### スペースジェットへの改称

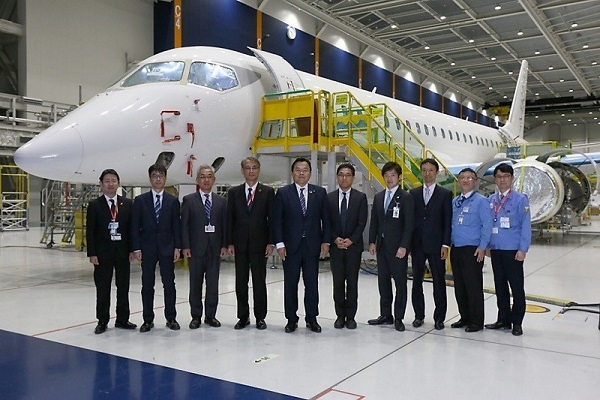
スペースジェットの最終組立工場を視察する国土交通大臣（当時）の赤羽一嘉。2020年1月19日。

2019年6月13日、三菱航空機は、開発中のリージョナルジェット機をMitsubishi SpaceJet（三菱スペースジェット）と改称することを発表した。各形式の名称は客席数から開発順に基づいた名称に変更し、標準型のMRJ90（標準座席数88席）は名称を「SpaceJet M90」に変更、短胴型は「SpaceJet M100」へ変更した（構想中の長胴型はMRJ100XからSpaceJet M200に変更されている）。まずは、SpaceJet M90を開発し、M90を基にM100を開発する。これまでのMRJ70（標準座席数76席）の検討内容を発展させたSpaceJet M100は、米国をはじめとするグローバル市場のニーズに最適化された機体で、65 - 76席の3クラス仕様で米国のリージョナル機の座席数や最大離陸重量を制限する労使協定「スコープクローズ」にも準拠するとした。
2020年2月1日から北九州空港に空港施設が整備した三菱スペースジェット向け格納庫のエプロン及び誘導路が提供開始され航空機整備及び飛行試験の拠点として稼働。同月6日、試験の遅延により年内のTC取得が難しくなったため、納入時期を2021年以降へ延期を発表（6度目の納期延期）。特別損失1754億円を2019年4 - 12月期決算に計上したと発表し、同時に、これまでの6千億円以上の投資を回収するために20 - 30年間で1500機程度を販売する必要があるが、現時点の受注残高は307機にすぎないことも報じられた。
2020年3月18日、設計変更が反映された型式証明（Type Certificate）取得飛行使用予定機（JA26MJ）が名古屋空港にて初飛行した。これまでの開発費総額は8000億円近くで、事業化総額は1兆円を超える見通しが報じられた。新型コロナウイルス感染症（COVID-19）の流行拡大により、3月下旬から北米試験拠点では州政府による外出制限がとられ、飛行試験中断を余儀なくさせられており（同年5月5日州政府より部分的飛行再開許可）、JA26MJの渡米に影響が出る可能性があり、日本国内試験飛行を増やすことを検討している事が報道された。

### 開発中止
2020年5月22日、開発費の半減や量産機の生産中止など、開発計画が大幅に見直されることが報道された。一部報道では、人員削減や量産機の製造中断、米国の開発拠点閉鎖、将来的な開発中止も視野に含めた大幅な見直しであるとされている。同年6月15日、三菱航空機は、スペースジェットの開発態勢を大幅に縮小すると明らかにした。
同年10月22日、開発費や人員を大幅に削減し、事業を凍結する方向で最終調整し30日に発表する中期経営計画で詳細を説明することを共同通信社が報じた。同年10月30日、三菱重工業は2021年度から2023年度までの3か年にわたる中期経営計画を発表し、民間航空機の取り組み方針についてSpaceJetは開発状況と市場環境を踏まえ、M90の開発活動は一旦立ち止まり（型式証明の文書作成プロセスを継続）、この間、再開のための事業環境の整備に取り組む。また収益力強化プランで航空機市場の本格回復は2024年以降と見通し、SpaceJetの費用を圧縮すると発表した。泉沢清次社長は、開発の遅延と凍結の理由を「ノウハウや経験が欠けていた」と説明した。
2022年3月17日、3号機(JA23MJ)の日本国籍登録が抹消された。当該機は既に解体処理済みだという。
2023年2月7日、三菱重工は22年4〜12月期の決算会見にて、今後も採算が取れないとの判断から、Mitsubishi SpaceJetの開発中止を発表した。三菱重工の泉澤清次社長は、2022年11月1日の決算会見でスペースジェットの開発で得た知見などについて、「設計ツールとか、シミュレーションツール、検証ツールを再整備をして色んな所に使えるように準備している。次期戦闘機などにも活用を検討していくことも進めており、作ったものは使えるようにしていく」と、英国、イタリア、日本で共同開発している航空自衛隊の次期戦闘機の開発などに役立てたいとしている。 開発する子会社の三菱航空機（後に商号を「MSJ資産管理」へ変更）は、三菱重工に資産を移管するなどの準備を経て清算する予定。
2023年4月25日、国土交通省は3月6日付で初号機を含む残る4機の登録を抹消したと発表した。
2023年6月30日、MRJミュージアムが閉館。
2024年7月4日、MSJ資産管理が特別清算開始を申し立てた。

## 開発失敗の原因
三菱航空機社長などを務めた川井昭陽は、飛行機を作るのは容易だが、型式証明に関してはノウハウが無い素人集団だった述べている。これを補うため2016年以降、ボーイングなど大手航空機メーカーで働いた経験を持つ技術者を300名ほど増やす措置を取っており、2018年にはボンバルディアでの経験を買われたアレクサンダー・ベラミーが最高開発責任者に就任するものの、時すでに遅く構造変更が容易ではなかった点、テスト飛行の時点で高高度での飛行性能が劣っていた点、90席仕様で開発を始めるが、労使協定であるスコープ・クローズの影響により急遽70席に仕様変更を行うなど海外の事情を一切理解できていなかった点。川井は世界トップクラスの知見を有する外国人の技術者を招聘したが三菱側の技術者の慢心もあり、意見を取り入れられなかったとしている。若手の育成や技術アドバイスのため招聘された元ボーイングの技術者であるラリー・ティモンズは、三菱の品質管理は高いレベルを維持していたが、育成した技術者が業務に慣れてもすぐに異動するため常に新人研修が必要になり開発が進まないなど、日本型の組織運営を問題として指摘した。
チーフテストパイロットの安村佳之は、型式証明は8割進んでおり進めれば取得できたとしつつ、航空事故の歴史など安全基準が設定されたバックグラウンドの理解など技術以外の部分に問題があったとしている。
最終的に1兆円に上る開発費が投入されているが、開発が度々遅れたことで新たに巨費を投じても、もはや競合他社との優位性は見出せず、費用回収の目処が立たないことから2023年2月7日、事業の中止が発表された。

## 機体

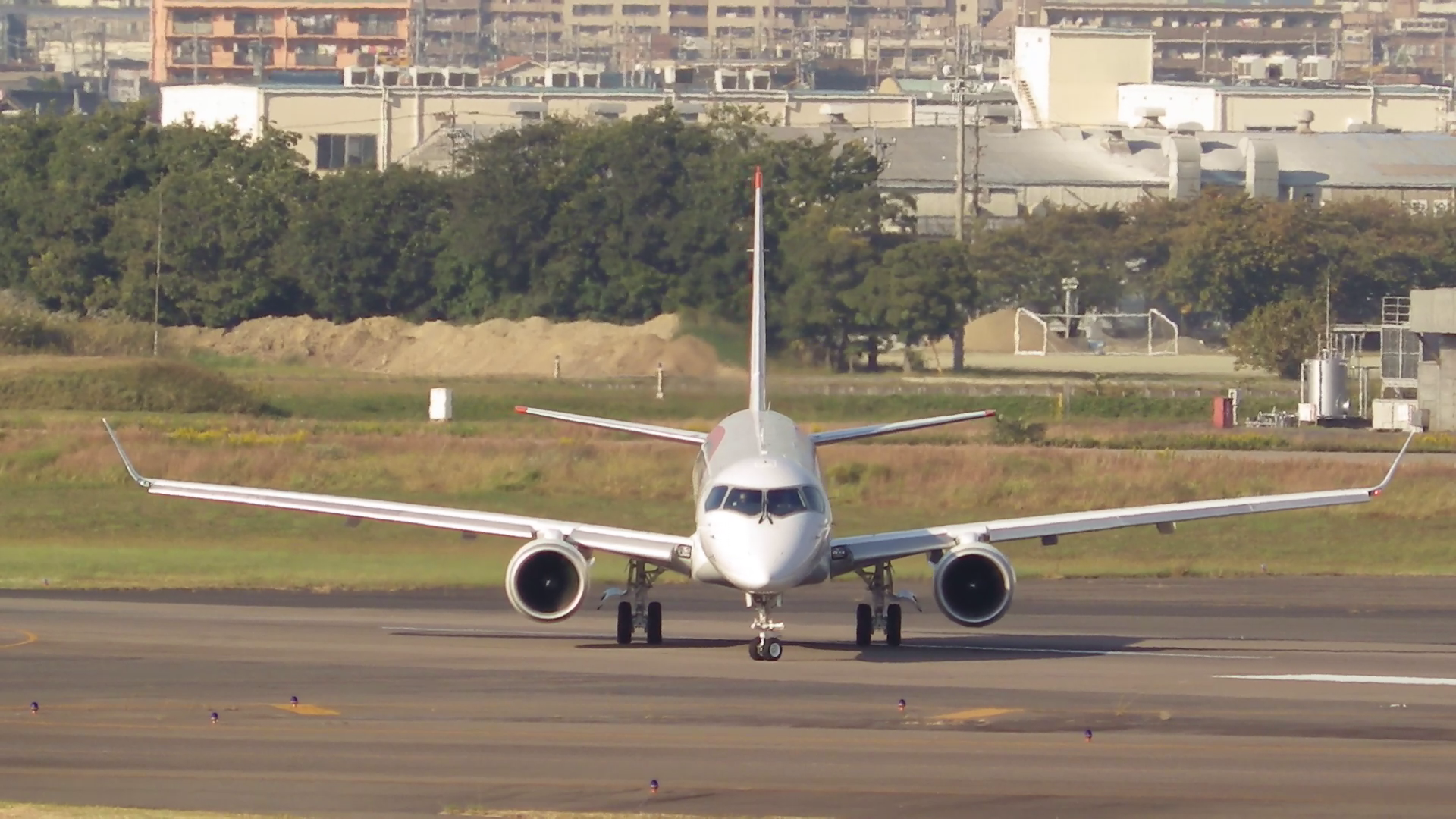
名古屋空港で地上試験中の MRJ 試験一号機

外観は円筒形の機体に後退翼、主翼下にエンジンを備えた一般的な小型ジェット旅客機と同じであるが、機首や主翼は空気抵抗を考慮した形状を採用している。地上設備や車両との接触、また地方空港での整備性を考慮し、胴体はアルミ合金製が採用された。他方、このクラスの機体では初めて主翼・尾翼を炭素系複合材料とし、全体の3割程度を複合材料として軽量化を図ることが予定されていたが、後に主翼はアルミ合金製へ変更された。これはMRJの主翼の曲率はR800程度と大型機のR2000程度に比べて大きく、強度確保のためには積層枚数の増加・補強材追加の必要性が判明し、予定したほどの軽量化が望めなくなったためとされている。なお、当初予定の複合材割合3割でも、5割程度に達するボーイング787やエアバスA350 XWBのような大型機に比較すると少ないが、頻繁に離着陸を行うリージョナルジェットの特性を考慮したものであった（複合材は伸びる力に強いが衝突など押す力には弱い）。
燃費は機体形状の最適化や複合材による軽量化によって、従来の機体より2割削減した。また、国際民間航空機関（ICAO）による最新の環境基準（チャプター4・CAEP6）を大幅に上回る性能で、従来の機体より低騒音かつ環境負荷を低減した機体としている。航続距離は、MRJ70/90LR型共に、欧州や米国の全域をカバーできる能力を持つ。
機内は「新しい快適さ」というコンセプトのもと、モダンでスタイリッシュな客室空間を計画した。前方扉と後方扉を左右同一のステーションに配置し、翼上の非常脱出口を廃したことから、柔軟かつ多様な座席レイアウトを可能とした。キャビンはほとんどの米国人男性が収まる値の1.88 mを考慮して高さ約2 mとし、大抵の欧米人男性なら屈まずに室内を移動できるようにした。通路幅・座席幅は共に46cm、座席配列は通路を挟んで左右2列ずつの横4列で中央座席は無く、乗客は容易に移動することができる（胴体断面は真円よりやや横に広げることで、居住性を高める計画だったが、真円に近い形状に改められた）。
座席はゾディアック・シート・カリフォルニアのシートを採用した。当初はマツダ系列企業のデルタ工業と共同開発したスリムシートを採用する予定であった。このシートは日本独自の三次元立体編物技術を使用し、従来のウレタン製座席よりも薄くすることが可能であり、座席の前後の間隔に余裕を持たせ、従来より足元の空間を広々ととれる。また、体にかかる圧力を分散させ、通気性にも優れており、乗客はゆったりと快適に座れることを利点としていた。しかし、近年の海外のシートメーカーがエコノミークラス向けシートを薄型化していることなどの要因から不採用となった。
オーバーヘッド・ビン（荷だな）はローラー付バッグも収納できる大きさである。便所は車椅子を用いた利用も可能である。
コックピットはロックウェルコリンズ製のプロライン21フュージョンシステムを用いたグラスコックピットとなる。当初、操縦桿はエアバス機などと同じくサイドスティック方式とすることも考えられたが、ボーイング機と同じ操縦輪方式となっている。三菱側はコックピットの仕様は市場調査で決めたとしているが、従来から協力関係にあるボーイングが作る新型機B777やB787がサイドスティックでなくコントロール・ホイールを使い続けていることも影響している。
機体には日本の最新技術が結集しており、日本が得意とする複合材を始め、機体の設計には国内開発のスーパーコンピュータを使用した。また、航空機開発は自動車以上に技術の裾野が広く、MRJから様々な産業への技術移転が期待されており、機体の部品数95万点のうち3割を日本企業が手がける。
エンジンにはプラット・アンド・ホイットニーのギヤードターボファンエンジン（GTF）タイプの新型エンジンPW1000GシリーズのPW1215G（MRJ70）とPW1217G （MRJ90）を採用する。GTFはファンの駆動にギヤを介する構造で、従来型より相対的に大きいファンを用い、バイパス比を高めることが可能になる結果、燃費の向上が期待できる。プラット・アンド・ホイットニーでは、GTFは従来のエンジンより12%燃費が良いと説明している。また騒音や排出ガスを削減も実現している。当初の計画通りならMRJが同エンジンシリーズを採用した航空機の中で最初に初飛行をする予定であったが、度重なる計画遅延によってPW1500Gを採用しているライバルのボンバルディア Cシリーズが先に初飛行した（2013年9月16日に初飛行）。エンジンの最終組み立ては、三菱重工が日本国内で行うこととしている。また、元々はPW1000Gシリーズのファン直径の大きい派生型で使用されるハイブリッドアルミ・チタンファンブレードの小型版を搭載していたが、後にMRJが搭載するPW1200系列はパフォーマンスおよび損傷許容性の向上のため固体状チタンデザインに切り替えることとなった。
機体システムのパートナーは国内外から参加している。主要5社では、油圧システムに米国パーカー・エアロスペース社、電源・空調・補助動力（APU）・燃料タンク防爆・高揚力装置・防火の各システムに米国ハミルトン・サンドストランド社、電子機器及びフライト・コントロールシステムに米国ロックウェル・コリンズ社、フライトコントロール・アクチュエーションシステムに日本のナブテスコ株式会社、降着システムに住友精密工業が、それぞれ担当する。また、ジャムコは複合材によるエルロンとスポイラーを三菱と共同で設計する。

### 飛行試験機

#### M90（MRJ90）
2019年現在
| 通算 製造番号 | 写真 | 登録記号      | 初飛行年月日       | 塗装                                                                     | 備考 |
| ------------- | ---- | ------------- | ------------------ | ------------------------------------------------------------------------ | --- |
| 1号機 10001   |      | JA21MJ        | 2015年11月11日     | ハウスカラー （MRJ 3色ライン）                                           | 機能・性能テスト実施予定機。愛称は「Rising Star」。伊勢志摩サミット期間中中部国際空港にて展示。 2015年6月8日、名古屋空港にて初の地上走行試験。 同年11月11日、名古屋空港にて初飛行。以後、名古屋空港を拠点に太平洋や日本海上空で飛行試験を実施。 2016年9月26日、県営名古屋空港をMFCへ向けて出発、新千歳空港、エリゾヴォ空港、アンカレッジ国際空港経由で同月28日にグラント郡国際空港へ到着。 2023年3月9日、グラント郡国際空港にて破棄されている様子が確認された。 |
| 2号機 10002   |      | JA22MJ        | 2016年5月31日      | ハウスカラー （赤単色ライン）                                            | 機能・性能テスト実施予定機。静圧コーンを装備。愛称は「Pirates」。 2016年5月31日、名古屋空港にて初飛行、以後、名古屋空港を拠点に太平洋や日本海上空で試験飛行を実施。 同年12月14日9時20分ごろ（現地時刻）、県営名古屋空港をMFCへ向けて出発し、グアム国際空港、マジュロ国際空港、ホノルル国際空港、サンノゼ国際空港経由で同月19日、グラント郡国際空港へ到着。 2017年8月21日午後、グラント郡国際空港を離陸、オレゴン州ポートランドの西約170キロを試験飛行中、左エンジンが停止したため、飛行中断し右エンジンのみでポートランド国際空港へ着陸。着陸後、エンジンを確認した結果、左エンジン内部の一部が破損していることが判明した。 |
| 3号機 10003   |      | JA23MJ        | 2016年11月22日     | ハウスカラー （黒単色ライン） → ANA/MRJコラボ → 三菱スペースジェット塗装 | 飛行特性試験とアビオニクス試験実施予定機。愛称は「Dragons」。 2016年11月22日、名古屋空港にて初飛行、2017年3月まで名古屋空港にて試験飛行実施。 同年3月13日県営名古屋空港を出発、14日、途中経由地ホノルルを出発するもオイル漏れにより引き返す。31日フェリー運航再開、同日グラント郡国際空港へ到着。 2017年パリ国際航空ショー出展のため、5月16日から飛行試験を10日程度中断しアラバマ州モービル空港内工場にてANA/MRJコラボ塗装へ変更。6月13日グラント郡国際空港を出発、カナダ ウィニペグ国際空港、グースベイ空軍基地、アイスランド ケプラヴィーク国際空港の途中3空港を経由し、6月16日にパリ郊外ル・ブルジェ空港に到着、MRJとして初めて大西洋横断と欧州上陸を果たした。 2018年には英ファーンボロー国際航空ショー出展、初日展示飛行後、地元委託業者による牽引作業中、車両接触事故が発生し、2日目の飛行は中止となったが、応急処置を施し、安全が確認されたため、3日目から展示飛行復帰し、当初予備日であった4日目も展示飛行実施した。 2019年5月29日に蘭マーストリヒト・アーヘン空港にて塗装再変更され、パリ国際航空ショーで呼称変更と同時発表予定していたが事前に海外メディアで報じられたため、航空ショー前の公開となった。 2022年3月17日、日本国籍登録が抹消された。機体は解体処理済。 |
| 4号機 10004   |      | JA24MJ        | 2016年9月25日      | ハウスカラー （MRJ 3色ライン）                                           | インテリアや騒音、防氷試験実施予定機。愛称は「Shinobi」。 2016年9月25日、名古屋空港にて初飛行 同年11月15日9時35分（現地時間）、県営名古屋空港をMFCへ向けて出発、 グアム国際空港、マジュロ国際空港、ホノルル国際空港、サンノゼ国際空港経由で同月18日、グラント郡国際空港へ到着 2017年2月から自然着氷試験のためシカゴ・ロックフォード国際空港に試験拠点移動、 26日に寒冷地試験のためフロリダのエグリン空軍基地にあるマッキンリー気候研究所に到着後実施。 同年8月から約1カ月アリゾナ州メサのフェニックス・メサ・ゲートウェイ空港を拠点に自然環境下の極暑飛行試験を実施。 2018年1月アリゾナ州のフラッグスタッフ・パリアム空港を拠点に高高度の飛行試験を実施。 |
| 5号機 10005   |      | JA25MJ        | 計画遅延により未定 | ANA/MRJコラボ                                                            | 最終組立工場、艤装ラインにて設計変更及び機器配置見直し。 オートパイロット試験及び設計変更による機器配置の見直し予定機。 初飛行後国内にて自動操縦試験飛行見込みであったが設計変更に伴う再地上機能試験を行うため当面の飛行試験は延期。 |
| 6号機         |      |               |                    |                                                                          | 設計変更に伴う再地上機能試験予定機（疲労強度試験機）のため下記 |
| 7号機         |      | JA27MJ→JQ7001 |                    |                                                                          | 最終組立工場、構造ラインにて機体組立中、設計変更に伴う（機能と信頼性、運用/操作評価、地上耐落雷、高放射能環境下）試験予定機 |
| 10号機        |      | JA26MJ        | 2020年3月18日      | 三菱スペースジェット塗装 （模様無しシンプル版）                          | 型式証明（Type Certificate）取得飛行使用予定機。最新の設計変更が反映されており、2020年1月に完成。 2020年3月18日、名古屋空港にて初飛行。同型機の最後の登録記号を取得した航空機となった。 後述の通り、2026年以降に展示機として公開される予定で、試験機の中で唯一解体を免れた。 |
| 11号機        |      | JQ7002        |                    |                                                                          | 型式証明（Type Certificate）取得飛行試験に使用される可能性がある。完成時期不明。 |

#### MRJ70
2022年現在
| 通算            | 登録記号 | 初飛行年月日 | 塗装 | 備考                                                                                  |
| --------------- | -------- | ------------ | ---- | ------------------------------------------------------------------------------------- |
| 1号機 （8号機） |          |              |      | 最終組立工場、構造ラインにて機体組立 2018年完成予定であったが、2021年春に廃棄された。 |
| 2号機 （9号機） |          |              |      | 最終組立工場、構造ラインにて機体組立 2018年完成予定であったが、2021年春に廃棄された。 |

### 強度試験機
2019年現在、静強度試験機一機と疲労強度試験機が二機、合計三機確認
- 静強度試験機は2014年10月から静強度試験を実施[広報 33]、2016年11月1日、全機静強度試験が完了[広報 34]
- 1番目の疲労強度試験機は組立完了し、2016年3月15日に技術試験場へ移動[広報 35]
- MRJ90の6号機が2番目の疲労試験機（変更後設計用）[129]、2018年1月20日に最終組立工場から技術試験場へ移動

### 量産機
当初量産初号機予定だった機体：2015年10月25日に量産初号機の組立開始に伴う鋲打ち式が行われ、2016年1月13日ANA領収検査員立会いで顧客領収検査を実施し主翼骨格組立が開始された。しかし2016年12月に量産初号機が試験機に転用される予定である旨の報道がなされ、これについて三菱航空機は発表段階にないとしたが、前述の鋲打ち式の写真中に「10006号機」の文字があること、及び2020年現在の開発状況からみて、量産初号機予定だったこの機体は6号機であり、疲労強度試験機に転用されたと考えられる。

## サポート
杜撰なサポート体制により販売後に問題を抱えたYS-11の教訓から、販売前にボーイングとカスタマーサポートおよび技術支援、スペアパーツの在庫/供給体制の契約を結んでいた。
エンジンに関しては、2015年2月12日にプラット・アンド・ホイットニーがサポートサービスを提供すると発表した。
このほかにも顧客向けの整備・運航マニュアルなどS1000Dに適合した技術文章制作はSAAB、ITシステムはデロイト トウシュ トーマツ、フライトシミュレータを含む訓練体制はカナダのCAE Inc.と協業するなど、後発の三菱が持たないサポート網やノウハウは多数の企業と連携や、競合他社から人材をヘッドハンティングすることで補っていた。
2020年6月には、カナダのボンバルディア・エアロスペースからリージョナルジェットのCRJシリーズを買収する形で「MHI RJ Aviation Group」（MHIRJ）社を設立。Spacejetの納入開始後は、MHIRJの既存拠点をSpacejetのサポートに利用するとしていた。

## ギャラリー

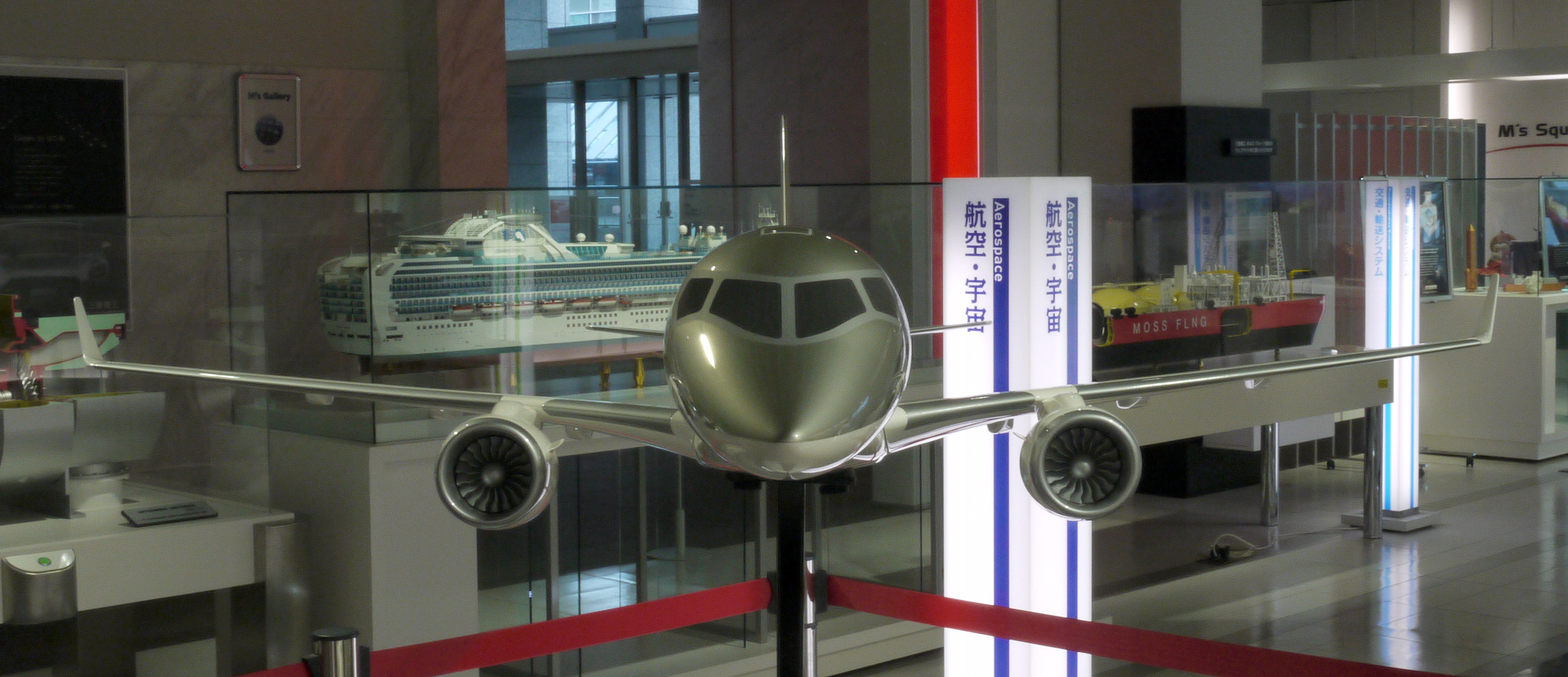
正面
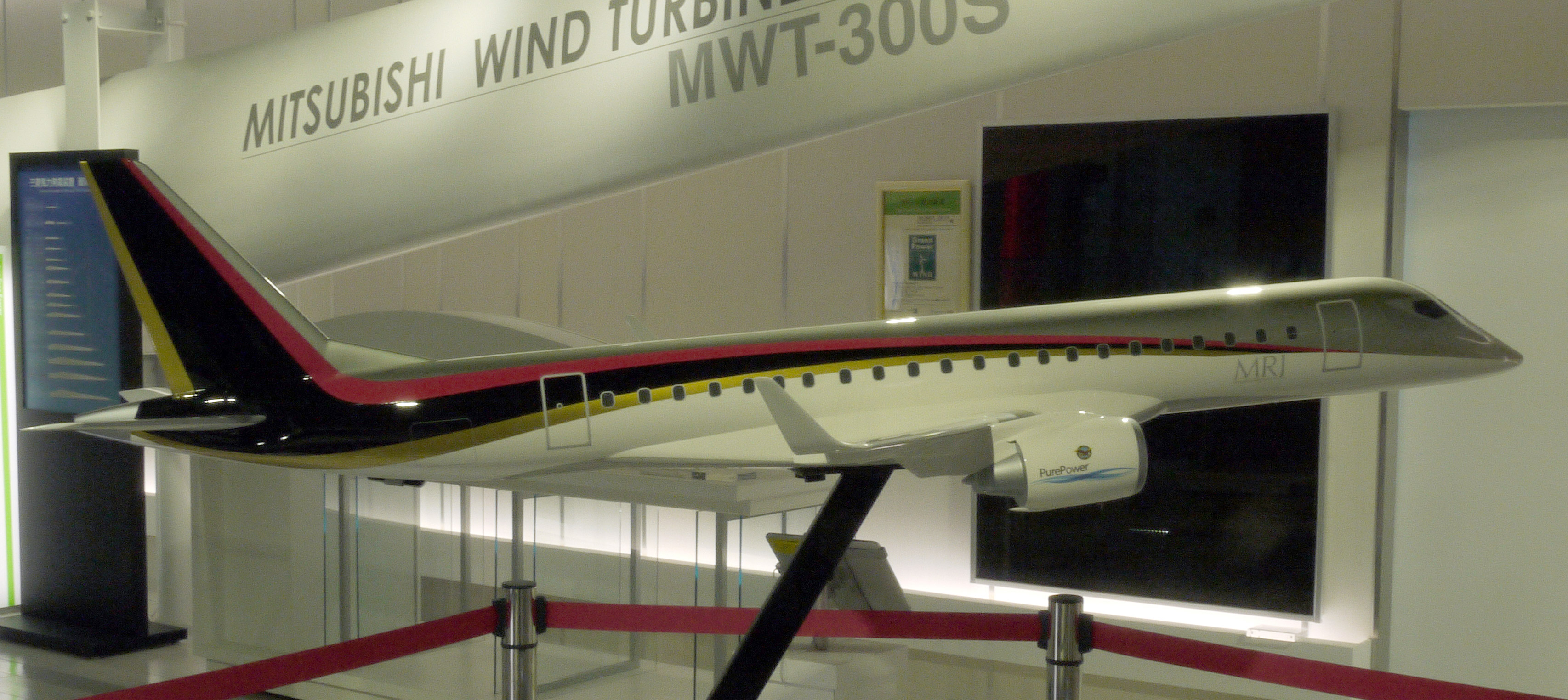
側面
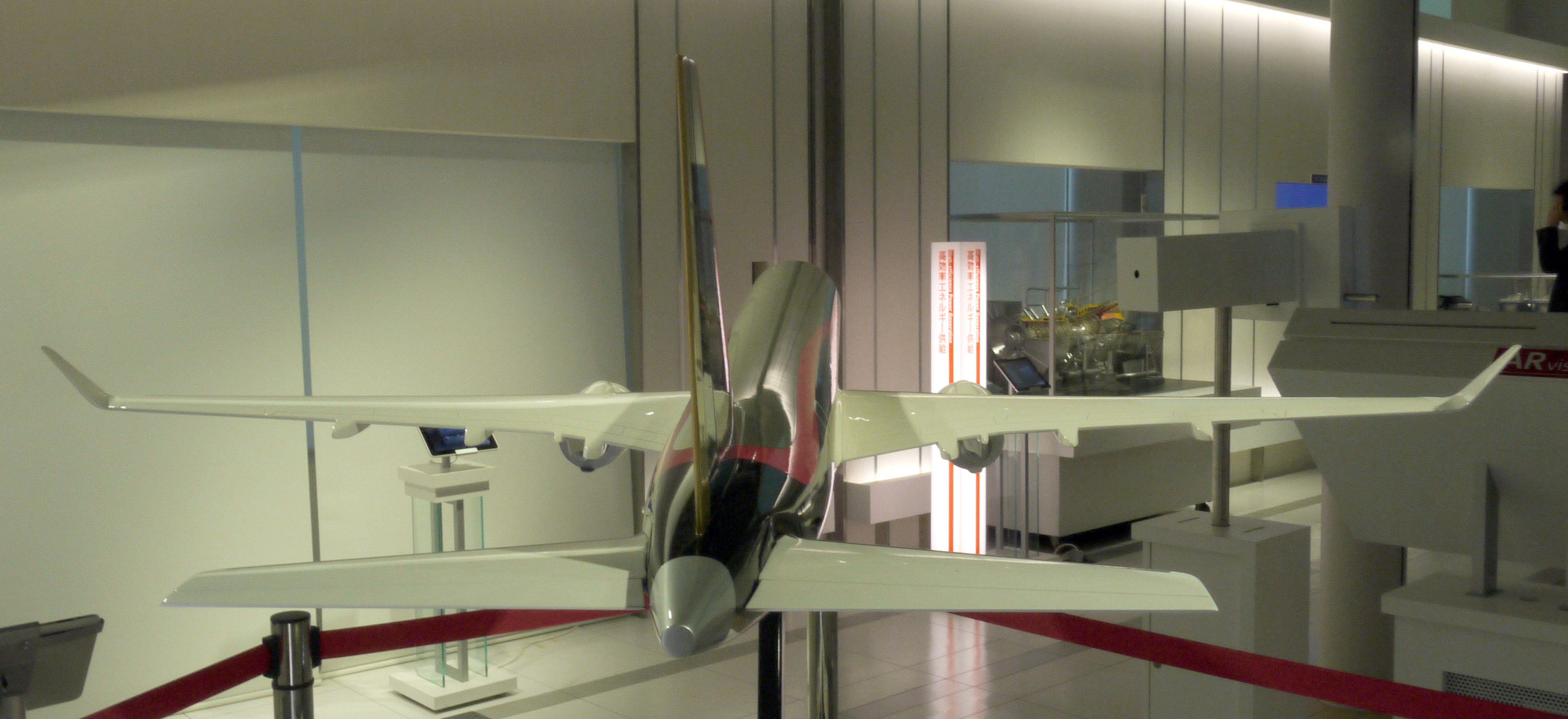
後面
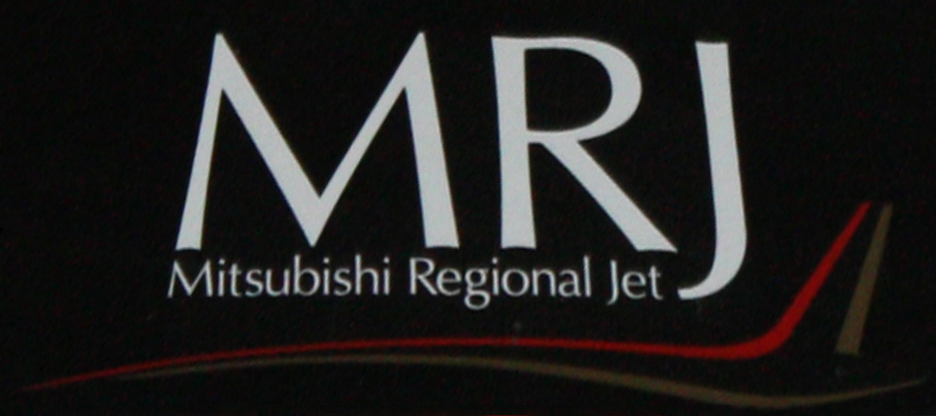
ロゴ

## 仕様
| 項目＼機種                      | MRJ70STD                                                            | MRJ70ER                                                             | MRJ70LR                                                             | M100                                              | MRJ90STD                                                            | MRJ90ER                                                             | MRJ90LR                                                             | M90                                    |
| ------------------------------- | ------------------------------------------------------------------- | ------------------------------------------------------------------- | ------------------------------------------------------------------- | ------------------------------------------------- | ------------------------------------------------------------------- | ------------------------------------------------------------------- | ------------------------------------------------------------------- | -------------------------------------- |
| メーカー標準座席数              | 76席（31in） 69席（C9/Y60）                                         | 76席（31in） 69席（C9/Y60）                                         | 76席（31in） 69席（C9/Y60）                                         | 84席（31in） 76席（C12/PY12/Y52:北米3クラス仕様） | 88席（31in） 81席（C9/Y72）                                         | 88席（31in） 81席（C9/Y72）                                         | 88席（31in） 81席（C9/Y72）                                         | 88席（31in）                           |
| 全長                            | 33.4 m (109 ft 8 in)                                                | 33.4 m (109 ft 8 in)                                                | 33.4 m (109 ft 8 in)                                                | 34.5 m（113.2 ft）                                | 35.8 m (117 ft 5 in)                                                | 35.8 m (117 ft 5 in)                                                | 35.8 m (117 ft 5 in)                                                |                                        |
| 全高                            | 10.4 m (34 ft 2 in)                                                 | 10.4 m (34 ft 2 in)                                                 | 10.4 m (34 ft 2 in)                                                 | 10.3 m（33.9 ft）                                 | 10.4 m (34 ft 2 in)                                                 | 10.4 m (34 ft 2 in)                                                 | 10.4 m (34 ft 2 in)                                                 |                                        |
| 全幅                            | 29.2 m (95 ft 10 in)                                                | 29.2 m (95 ft 10 in)                                                | 29.2 m (95 ft 10 in)                                                | 27.8 m（91.3 ft）                                 | 29.2 m (95 ft 10 in)                                                | 29.2 m (95 ft 10 in)                                                | 29.2 m (95 ft 10 in)                                                |                                        |
| 貨物室容積                      | 18.2 m3 (644 cu ft)                                                 | 18.2 m3 (644 cu ft)                                                 | 18.2 m3 (644 cu ft)                                                 | 13.6 m3 (481 cu ft)                               | 18.2 m3 (644 cu ft)                                                 | 18.2 m3 (644 cu ft)                                                 | 18.2 m3 (644 cu ft)                                                 | 18.2 m3 (644 cu ft)                    |
| エンジン型式                    | プラット・アンド・ホイットニー PW1215G ギヤードターボファンエンジン | プラット・アンド・ホイットニー PW1215G ギヤードターボファンエンジン | プラット・アンド・ホイットニー PW1215G ギヤードターボファンエンジン | プラット・アンド・ホイットニー PW1200G            | プラット・アンド・ホイットニー PW1217G ギヤードターボファンエンジン | プラット・アンド・ホイットニー PW1217G ギヤードターボファンエンジン | プラット・アンド・ホイットニー PW1217G ギヤードターボファンエンジン | プラット・アンド・ホイットニー PW1200G |
| エンジン推力                    | 69.3 kN (7,070 kgf) × 2                                             | 69.3 kN (7,070 kgf) × 2                                             | 69.3 kN (7,070 kgf) × 2                                             | 78.2 kN (7,970 kgf) × 2                           | 78.2 kN (7,970 kgf) × 2                                             | 78.2 kN (7,970 kgf) × 2                                             | 78.2 kN (7,970 kgf) × 2                                             | 78.2 kN (7,970 kgf) × 2                |
| バイパス比                      | 9                                                                   | 9                                                                   | 9                                                                   | 8.4                                               | 9                                                                   | 9                                                                   | 9                                                                   | 8.4                                    |
| ファン直径                      | 56 in (140 cm)                                                      | 56 in (140 cm)                                                      | 56 in (140 cm)                                                      | 56 in (140 cm)                                    | 56 in (140 cm)                                                      | 56 in (140 cm)                                                      | 56 in (140 cm)                                                      | 56 in (140 cm)                         |
| 巡航速度                        | マッハ 0.78                                                         | マッハ 0.78                                                         | マッハ 0.78                                                         | マッハ 0.78                                       | マッハ 0.78                                                         | マッハ 0.78                                                         | マッハ 0.78                                                         | マッハ 0.78                            |
| 最大運用速度                    | マッハ 0.78 （829 km/h）                                            | マッハ 0.78 （829 km/h）                                            | マッハ 0.78 （829 km/h）                                            | マッハ 0.78 （829 km/h）                          | マッハ 0.78 （829 km/h）                                            | マッハ 0.78 （829 km/h）                                            | マッハ 0.78 （829 km/h）                                            | マッハ 0.78 （829 km/h）               |
| 最大搭載燃料                    | 3,200 US Gallon                                                     | 3,200 US Gallon                                                     | 3,200 US Gallon                                                     | 3,200 US Gallon                                   | 3,200 US Gallon                                                     | 3,200 US Gallon                                                     | 3,200 US Gallon                                                     | 3,200 US Gallon                        |
| 航続距離                        | 1880 km （1020 mi）                                                 | 3090 km （1670 mi）                                                 | 3740 km （2020 mi）                                                 | 3540 km （1910 mi）                               | 2120 km （1150 mi）                                                 | 2870 km （1550 mi）                                                 | 3770 km （2040 mi）                                                 | 3770 km （2040 mi）                    |
| 最大離陸重量                    | 36,850 kg (81,240 lb)                                               | 38,995 kg (85,969 lb)                                               | 40,200 kg (88,626 lb)                                               | 42,000 kg（92,594 lb） 39,008 kg（86,000 lb）     | 39,600 kg (87,303 lb)                                               | 40,995 kg (90,378 lb)                                               | 42,800 kg (94,358 lb)                                               | 42,800 kg (94,358 lb)                  |
| 最大着陸重量                    | 36,200 kg (79,807 lb)                                               | 36,200 kg (79,807 lb)                                               | 36,200 kg (79,807 lb)                                               | 36,200 kg (79,807 lb)                             | 38,000 kg (83,776 lb)                                               | 38,000 kg (83,776 lb)                                               | 38,000 kg (83,776 lb)                                               | 38,000 kg (83,776 lb)                  |
| 離陸滑走距離 （最大離陸重量時） | 1450 m                                                              | 1620 m                                                              | 1720 m                                                              | 1,760 m 1,550 m                                   | 1490 m                                                              | 1600 m                                                              | 1740 m                                                              | 1740 m                                 |
| 着陸滑走距離 （最大着陸重量時） | 1430 m                                                              | 1430 m                                                              | 1430 m                                                              | 1,550 m                                           | 1480 m                                                              | 1480 m                                                              | 1480 m                                                              | 1480 m                                 |

STD：標準型、ER：航続距離延長型、LR：長距離型
出典：MRJ公式Webサイト "主要諸元"
客席数は65 - 88席の70席クラスの小型ジェット機「スペースジェットM100」を2023年に市場投入する計画だった。また、76席以下とする米国の規制にも対応した仕様や、100席クラスのストレッチタイプ「スペースジェットM200」も検討していた。

## 受注状況

### 発注状況
2008年（平成20年）3月27日、全日本空輸より25機（仮発注10機を含む）の購入が発表された。これにより、YS-11でもローンチカスタマーだった全日本空輸が再びローンチカスタマーとなり、MRJ開発に関与することとしている。
全日本空輸発注機については、同社のグループ会社で小型機（ボーイング737）やプロペラ機（デ・ハビランド・カナダ DHC-8）を運航しているANAウイングスで運航されることになっていた。全日本空輸が事前発表通りボンバルディアDHC-8仕様国内路線をMRJに置き換える場合、現状の路線網からは中部国際空港発着の国内路線などが該当するといわれていた。また、全日本空輸は同型機の引き渡し遅延により保有長期運用機更新のため2016年6月ボンバルディアDHC-8-Q400型機を3機、2017年4月に737-800型機を4機追加発注し2017年から受領し運用していた。
2019年10月29日の全日本空輸の決算会見で「スペースジェット」のこれまでの5度にわたる納入延期に関する補償交渉が始まっていることを明らかにした。
2012年（平成24年）7月11日、スカイウェスト航空から100機を受注することで基本合意に達したと発表した。2012年（平成24年）12月13日には、100機購入並びにオプション100機追加の正式契約を締結したことを発表した。
米国内の大手エアラインと地域航空会社の間には運用協定（スコープ・クローズ）が結ばれており、MRJ90はこの協定による制限「席数：最大76席」「最大離陸重量：39トン（8万6000ポンド）」に抵触していた。交渉でこの制限は緩和される見通しで契約が結ばれていたが、その後の交渉の停滞から、2016年5月の全米地域航空コンベンションにおいてトランス・ステイツのCEOは「欲しいのはもちろん90席クラスのMRJ90なのだが、スコープ・クローズの制限値が変わらないのなら、軽いMRJ70（76席／36.65トン）への切り替えを考慮せざるを得ないかもしれない。決断のタイミングを計っているところだ」と発言、スカイウェスト航空CEOも「現段階では、MRJ90しか考えていない。とにかく、スコープ・クローズの制限値が交渉のテーブルに乗るのを待つだけだ」と述べ切替や取消の可能性が示唆されていた。
日本航空も導入を検討していたが、既にエンブラエル170を発注していること、三菱のアフターサービスに対する説明が不十分であるという理由から、全日本空輸と同時の発注は見送った。また、中近東の航空会社等で事前協議等が行われている模様である。また、これ以外にも、いくつかの保留中の注文を多数、確保していた。
2013年8月22日、三菱航空機は部品の製造開始や納入時期に遅れが生じていて、サプライヤー各社と安全性を担保していくプロセスや納入時期について合意し、主要部品調達が計画よりも遅れているため、開発スケジュールを見直し、2013年度中に予定していた初飛行を2015年4〜6月期へ延期し、初号機の引き渡しも2017年4〜6月期へ延期すると発表。
2014年（平成26年）7月15日、マンダレー航空から確定6機，購入権4機の受注が発表された。
更に2014年8月28日に一時発注を見送っていた日本航空が32機を2021年から導入することに合意。カタログ価格で1,500億円の契約となる模様だった。但し、日本航空は同日、グループ企業ジェイエアがすでに運航しているライバル機のエンブラエルのE-Jetシリーズを確定15機、オプション12機を2015年から追加導入する購入契約を締結している。
また、同年9月2日になって一部報道で三菱グループの三菱商事を中心に日本政策投資銀行、三菱航空機、JTB総合研究所や東京大学の有識者が参加した一般社団法人「次世代地域航空ネットワーク検討協議会」を8月25日に発足し、地方の航空路線では搭乗率の伸び悩みなどで便数が減る傾向が続いているとして、小型ジェット機を使って大手航空会社などからまとめて運航を請け負うことで採算性の向上を目指し、新たな会社の設立を検討すると報道した。航空大手から近距離路線の運航業務を受託する米国モデルの航空会社形態の日本導入を目指す。JALやANAからの運航受託に加え、路線開設を希望する地方の企業や金融機関、自治体、各地の空港会社に集客や発券など販売業務専門の会社設立を促し、顧客に取り込む。新会社はANAにMRJの１号機が納入される2017年の実現を目指すとしているが、現行、日本の航空法制では機材の運航と航空券販売の分業は原則、認められていないので、三菱商事などは協議会を通じて国土交通省などに法改正や規制緩和を働きかけるとしている。
2016年2月16日、米国のエアロリース（AeroLease Aviation, LLC）がMRJ90（確定10機、オプション10機）を発注することで基本合意したことを発表。航空機リース会社からの発注はこれが初となる。8月31日にはオプション10機を含めた最大20機の導入で正式に契約。
2016年7月11日、スウェーデンの航空機リース会社ロックトン（Rockton AB）がMRJ90（確定10機、オプション10機）を発注することで基本合意したことを発表。これは欧州企業からの初の受注である。
2019年9月5日、米国のアメリカン・イーグルやユナイテッド・エキスプレスをフィーダー運航委託されているメサ・エア・グループ傘下メサ航空とナッシュビルで開催されたリージョナル・エアライン・アソシエーション（RAA）年次総会でスペースジェットM100の100機（確定:50機、追加購入権:50機）購入について覚書を締結したと発表。
2022年6月21日、日本航空の幹部はリージョナル機の更新について「A220またはE2」が候補であり、1～2年後を目処に後継機種を決定する旨をロイターの取材に対し明かしていたが、既にスペースジェットの導入計画がなくなったことを示唆した。

### 発注検討
- イラン航空：5億米ドル相当で、25機を購入する意向を公表[163][広報 50]していたが米トランプ政権によるイラン禁輸措置により事実上不可能となっている。
- カタール航空[164]
- サラトフ航空：2017年10月25日、ロシアの航空会社サラトフ航空はMRJ90を購入することに興味があるとの声明をウェブサイト上で発表した。同日に三菱の代表者とAlexei Vakhromeyev CEOが3度目となる会合を実施した。会合は1回目はパリ航空ショー、2度目はMAKSで実施されたという。サラトフを訪れている間、三菱航空機の代表団は航空会社の航空機群の改装戦略を提示されたが、詳細はすぐには入手できなかったという[165][166]。
- ベトナム航空[167][168][169]
- フジドリームエアラインズ：三菱航空機としては本社がある県営名古屋空港（小牧）を同じ拠点とし徒歩で部品を持参できる航空会社に販売できないと格好がつかないと、FDAとの交渉を明らかにした[170]が、FDAの鈴木与平会長は「真剣に考えているが我々は小さな会社なので、全日本空輸や日本航空の実績を拝見させていただいてから検討したい」と語ってもいる[171]。
- エアアジア[172]
- 政府専用機：日本国政府が10機程度の発注を検討していた[173]。

### 発注取消
- ANIグループホールディングス：2011年（平成23年）6月16日、香港の航空機リース会社ANIグループホールディングスとの間での購入の覚書（正式契約ではない）締結を発表した[広報 51]がその後、契約に至らず解約となる[174]。
- イースタン航空：2014年（平成26年）7月14日、イースタン航空から確定20機，購入権20機に関する覚書が締結されたことが発表された[14][15][16]が2017年同社破綻後、一部事業譲渡されたスィフトエアがMRJ導入を明確にしていなかったが、2018年1月26日同年に入って規約取消になったと三菱航空機が発表した[17]。
- トランス・ステイツ航空：2009年（平成21年）10月2日には、日本国外の航空会社からの初受注となる米トランス・ステイツ航空との間での購入の覚書（正式契約ではない）締結を発表した[広報 52][175]。2011年（平成23年）2月1日には、正式契約を発表した[176]。しかし、2019（令和元年）年10月31日、スコープ・クローズの規制緩和が見込めず、スペースジェットM90の開発遅延から契約解消となった[177]。

## 主な競合機

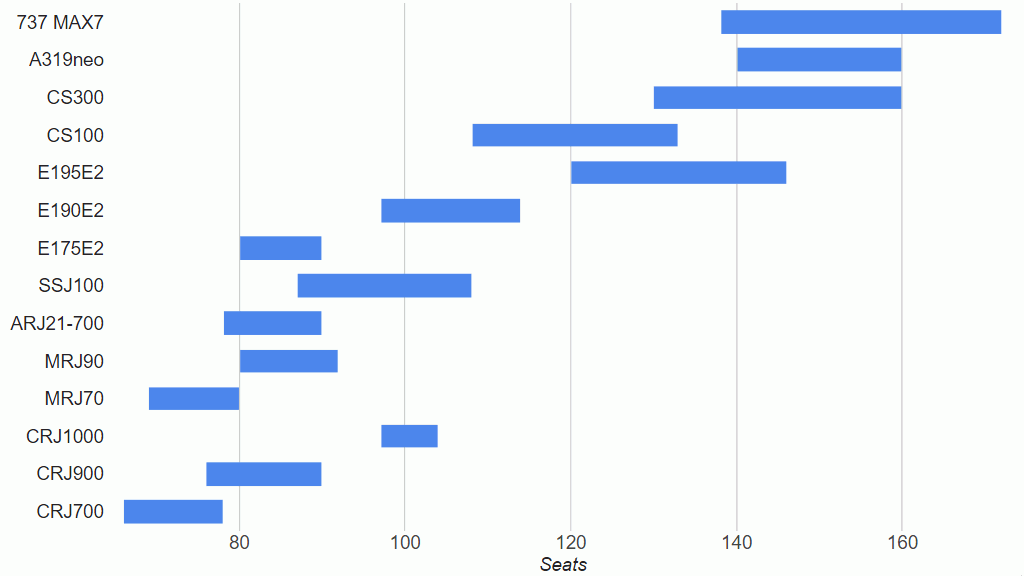
機体サイズ（座席数）による比較

MRJが発売される頃に市場に出ているライバル機をあげる。
 エンブラエル

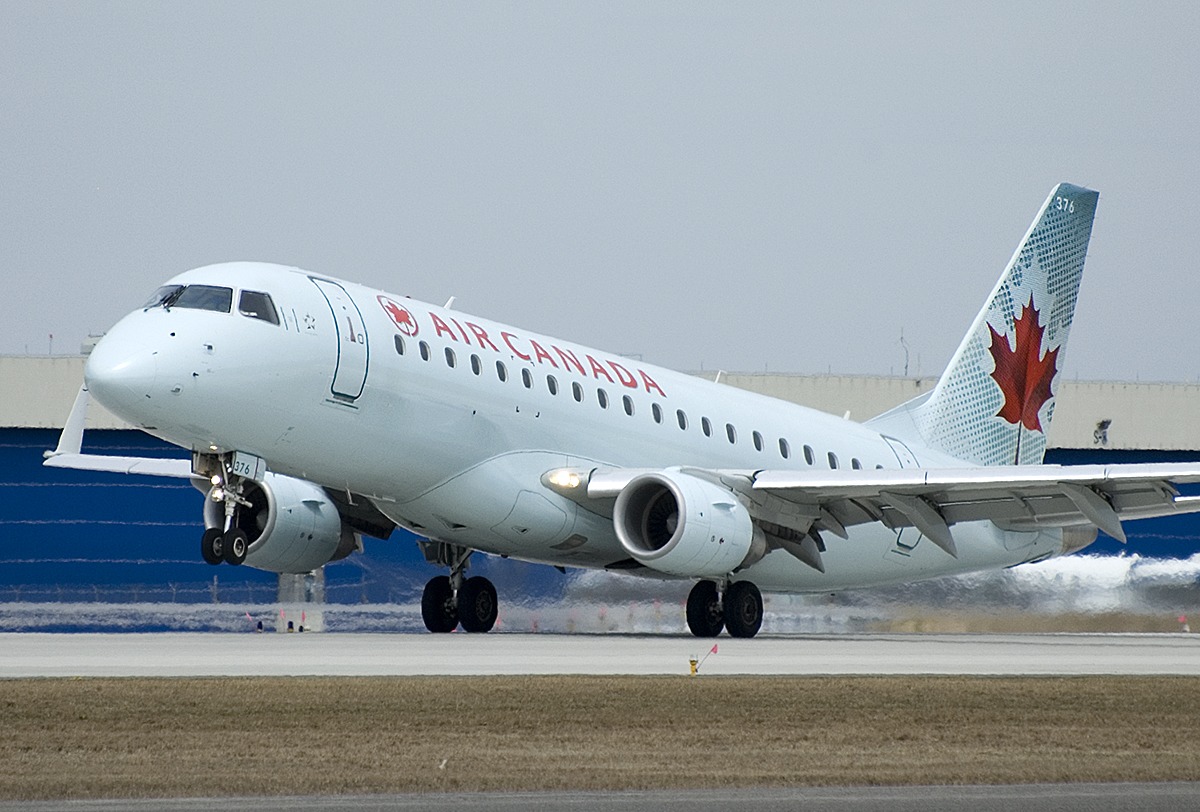
競合機 エンブラエル・ERJ175

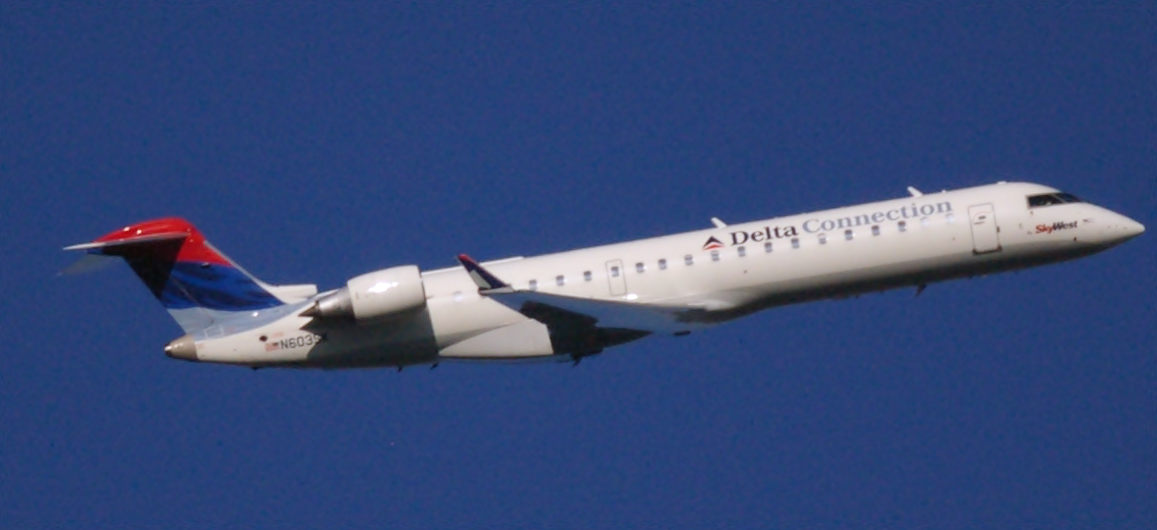
競合機 ボンバルディア・CRJ700

- E170/175/190/195 - 70-110人乗り。日本航空グループが導入済み。
- エンブラエル E-Jet E2 - 上記E-Jetシリーズの改良型、エンジンはMRJと同系列（2018年納入予定）

 ボンバルディア・エアロスペース
ボンバルディアの事業再編に伴い、CRJシリーズについては三菱重工、DHC-8はバイキング・エアの親会社に売却され、ボンバルディア自体旅客機製造から撤退が決定している。
- CRJ 700/900 - 70-90人乗り。三菱は開発・生産に協力していたが、ボーイング787生産に参画するため離脱。
- CRJ 550 - 3クラス仕様50名定員、CRJ700の派生型、2019年上半期ローンチ同年末引渡予定
- DHC-8-400 - 70-78人乗り ターボプロップ機。三菱が開発・生産に協力している。日本航空グループ、全日本空輸グループが導入済み。

 イリューシン
- Il-114 - 52-64人乗り ターボプロップ機。20機で生産を停止していたが2020年から2021年にかけて再生産予定。

 スホーイ
- スホーイ・スーパージェット100 - 68-105人乗り。ボーイングが販売・顧客管理に協力している。

 アントーノフ
- An-148 - 最大75人乗り

  AVICI
- C909（旧称：ARJ21） - 78-90人乗り

中華人民共和国初 のリージョナル（地域）向け小型ジェット旅客機。2016年6月28日、成都から上海まで初の商業飛行を遂行し、それからこの両都市間で定期的商業運航を行っている。
/ ATR
- ATR 72 - 64-74人乗りターボプロップ機。日本航空グループなどが日本国内の路線で運航している。

## 日本の他社の動向
富士重工業（現・SUBARU）では、ビジネスジェットの開発を（2008年の時点で）数年前より進めておりこれはスバルジェットと呼ばれていた。これは2008年に模型が展示されT型尾翼にリアエンジンという、ビジネスジェットとしては極めてオーソドックスなスタイルで乗客定員は8-10人程度とされ、全長や全幅などのスペックは航空自衛隊の多用途機であるU-125に近いとされた。しかし、同年に資金調達の制約から数年間、新しいビジネスジェット機の開発を延期することを計画していることが報じられた。富士重工はその時点で10年以内に開発することを目指すとしていたが、一方で航空宇宙事業の収益性にかなった後にのみ、プログラムを続行するとも語っていた。
川崎重工業では、三菱の開発計画が始まったころに、独自の旅客機（YPX）の開発を行うかどうか検討していたが、2013年に「具体的な動きはない」とした。一方で次期輸送機を転用した民間貨物輸送機（YCX）については、2012年を目処に事業化する方針を固めていたが、2016年には事実上断念した。
本田技研工業（ホンダ）は、1962年に航空機事業への参入を宣言して以降、航空事業のノウハウを収集し、1997年（平成9年）より、エンジンを含めた全自社製の「HondaJet」の開発を正式に開始、2013年12月初飛行、2016年1月販売開始した。乗客が5〜6名の超軽量ジェット機でありプライベート機やエアタクシーが主な市場となる。

## 展示
2024年2月、愛知県は、県営名古屋空港に隣接するあいち航空ミュージアムに、飛行試験機を展示することを発表した。展示される機体は、10号機である「機体記号：JA26MJ」。2025年度に詳細検討調査を、2026年度上期に設置工事、26年度下期に公開される予定。